# Wechselfarbiger Spei-Täubling
Der Wechselfarbige Spei-Täubling (Russula fragilis), der in Anlehnung an sein lateinisches Epitheton auch Zerbrechlicher Täubling genannt wird, ist ein Blätterpilz aus der Familie der Täublingsverwandten. Der kleine, zerbrechliche Täubling hat einen wechselfarbigen, oft gerieften Hut, der meist violett und grünlich gefärbt ist, aber auch rosagrau und gelbe Farbtöne haben kann. Die weißlichen Lamellen haben meist eine gekerbt bis gezähnte Schneide. Der Weißsporer hat sehr brüchiges und sehr scharfes Fleisch, das einen typischen Fruchtbonbongeruch hat. Seine relativ großen, fast runden Sporen sind feinnetzig und kleinwarzig. Die Fruchtkörper erscheinen meist gesellig von Ende Juli bis Anfang November in Laub- und Nadelwäldern. Der Mykorrhizapilz ist vorwiegend mit Fichten, Rotbuchen und Birken, seltener mit anderen Laub- und Nadelbäumen vergesellschaftet. Er ist nicht allzu häufig und bevorzugt neutrale bis saure, nährstoffarme Böden.

## Merkmale

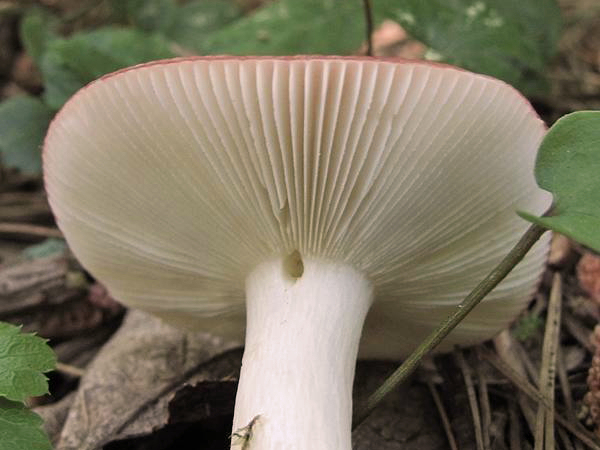
Hutunterseite des Wechselfarbigen Spei-Täublings (Russula fragilis)

### Makroskopische Merkmale
Der Hut ist 2–6 cm breit und von sehr variabler Farbe. Er kann lila-violett mit dunkler, fast schwarzer Mitte gefärbt sein oder verschiedene Schattierungen von olivgrün über violett-rosa nach blass gelb aufweisen. Die Farbe bleicht sehr schnell aus. Der Hut ist jung konvex, später abgeflacht. Die Huthaut lässt sich vom Rand her bis zur Mitte etwa zu ¾ abziehen. Ältere Fruchtkörper haben oft einen deutlich gerieften Rand.
Der schwach keulenförmige und zerbrechliche Stiel ist im Verhältnis zur Hutbreite recht lang. Er hat eine weiße Farbe und gilbt beim Eintrocknen.
Die Lamellen sind ausgebuchtet am Stiel angewachsen, weiß gefärbt und zeigen unter der Lupe meist deutlich gesägte Schneiden.
Das Fleisch ist weiß, schmeckt sehr scharf und riecht fruchtig, bonbonartig. Das Sporenpulver hat eine weiße Farbe.

### Mikroskopische Merkmale
Die fast kugelig bis ellipsoiden Sporen messen 7,4–9,7 × 6,2–8,1 µm. Der Q-Wert (Quotient aus Sporenlänge und -breite) ist 1,1–1,3. Das relativ niedrige Sporenornament besteht aus zahlreichen, bis zu 0,5 µm hohen, stumpfen Warzen, die mehrheitlich durch Adern miteinander verbunden sind. Die vielen, geschlossenen Maschen, die in Größe und Form variieren, bilden ein ziemlich vollständiges Netz. Der Apiculus misst 1,25 µm× 1–1,25 µm und der Hilarfleck ist nur schwach amyloid und undeutlich ausgebildet.
Die keuligen, viersporigen Basidien sind 37–47 µm lang und 11–13 µm breit. Die zahlreichen Hymenialzystiden färben sich mit Sulfobenzaldehyd nur schwach grauschwarz an. Die Cheilozystiden sind spindelig bis zigarrenförmig und tragen an ihrer Spitze häufig einen Fortsatz. Sie messen 32–68 × 7–12 µm, während die ähnlichen Pleurozystiden, die nur teilweise einen Fortsatz tragen, 55–100 × 9–12 µm messen.
Die Hutdeckschicht besteht aus zylindrischen, teilweise verzweigten und einfach septierten, relativ schmalen Haaren, die etwa 2–3 µm breit werden. Dazwischen findet man viele keulenförmige oder zylindrische, oben stumpfe und 4–8,5 µm breite Pileozystiden, die oft mehrfach septiert sind und in Sulfobenzaldehyd einen schwach grauschwarzen Inhalt haben. In der Hypodermis findet man viele Laticiferen, Pigmente kommen nur intrazellulär vor.

## Artabgrenzung
Der Wechselfarbige Spei-Täubling kann wegen seiner sehr variablen Hutfarbe mit einer ganzen Reihe von Täublingen verwechselt werden.
- Birken-Spei-Täubling

Den Birken-Spei-Täubling (Russula betularum) findet man recht häufig unter Birken. Er ist normalerweise blasser, kann aber mit ausgebleichten Exemplaren des Wechselfarbigen Spei-Täublings verwechselt werden. Die Art besitzt keine gesägten Lamellenschneiden.
- Zarter Birken-Täubling

Der Zarte Birken-Täubling (Russula gracillima) hat ein ähnliches Aussehen und wächst ebenfalls unter Birke. Er schmeckt aber weniger scharf und hat einen rötlich überhauchten Stiel. Auch diese Art hat keine gesägten Lamellenschneiden.
- Süßriechender Täubling

Der fast rothütige Süßriechende Täubling (Russula fragilis var. knauthii) kann leicht mit den rothütigen Spei-Täublingen verwechselt werden.
- Violetthütige Arten der Untersektion Violaceinae

Sehr ähnlich sind auch die violetthütigen Arten der Subsektion Violaceinae Grünvioletter Täubling (Russula violacea), Hohlstieliger Täubling (Russula cavipes) und Espen-Täubling (Russula pelargonia). Sie unterscheiden sich vor allem durch ihr cremefarbenes Sporenpulver und ihre Sporen-Ornamentik.

## Ökologie
Der Wechselfarbige Spei-Täubling erscheint gegen Ende des Sommers und im Herbst meist in kleine Gruppen im Laub- und Nadelwald. Neben Birken, Hainbuchen, Rotbuchen, Eichen, Pappeln und Kiefern können weitere Bäume als Mykorrhizapartner dienen. Der Pilz bevorzugt saure Sand-, Silikat-, Braunerde- und Auenböden.

## Verbreitung

Europäische Länder mit Fundnachweisen des Wechselfarbigen Spei-Täublings.
Legende:
Länder mit Fundmeldungen
Länder ohne Nachweise
keine Daten
außereuropäische Länder

Der Wechselblättrige Spei-Täubling ist auf der ganzen nördlichen Erdhalbkugel weit verbreitet, außerdem wurde er auch in Australien nachgewiesen. In der holarktischen Zone ist er in Nordasien (Sibirien, Korea, Japan), Nordamerika (Kanada und USA), Nordafrika (Marokko, Algerien) und in Europa verbreitet. Außerdem findet man ihn auch auf den Kanarischen Inseln. In Europa kommt der Täubling im Süden von Spanien bis Rumänien, im Westen von Frankreich, über die Beneluxstaaten und Großbritannien bis hinauf zu den Hebriden vor. Im Osten dringt er bis nach Belarus vor und kommt im Norden in Island und Fennoskandinavien vor.
In Deutschland ist die Art von den Küsten und vorgelagerten Inseln bis zum Hochrhein und den Nordalpen verbreitet. Nur in trockenen Kalkgebieten ist die Art seltener oder fehlt ganz.

## Systematik

### Infragenerische Systematik
Der Wechselfarbige Täubling wird in die Untersektion Atropurpurinae innerhalb der Sektion Russula gestellt. In dieser Untersektion werden scharf-schmeckende Arten mit verschiedenfarbigen, aber nie rein roten Hüten zusammengefasst. Innerhalb dieser Gruppe besteht die größte Ähnlichkeit zum Schwarzroten Spei-Täubling (R. aquosa), weniger zum Purpurschwarzen Täubling (R. atropurpurea) – die Typusart der Subsektion.

### Formen und Varietäten (Auswahl)
Folgende Formen und Varietäten wurden beschrieben:
| Varietät                                                             | Autor                          | Beschreibung |
| -------------------------------------------------------------------- | ------------------------------ | --- |
| Süßriechender Täubling – Russula fragilis var. knauthii              | (Singer) Kuyper & Vuure (1985) | Der Süßriechende Täubling wurde auch als eigenständige Art angesehen (Russula knauthii). Wegen seiner roten Hutfarbe ähnelt er den rothütigen Spei-Täublingen aus der Subsektion Emeticinae. Er ist größer als der Normaltyp, hat einen Hutdurchmesser von 5–8 cm und besitzt ein festeres Fleisch. Der Geruch ist typisch süß-fruchtig, wie in der gesamten Gruppe um R. fragilis. Die Lamellen stehen ziemlich dicht und sind immer deutlich gesägt. Der Stiel ist fast zylindrisch, weiß und unveränderlich. Nur selten ist er rosa überlaufen. Die Sporen sind dornig ornamentiert, mehr oder weniger netzig verbunden und erinnern an die Emetica-Gruppe. Die Pileozystiden sind an den Septen oft verschmälert. |
| Russula fragilis var. violascens                                     | Gillet (1876)                  | Der Hut ist meist rein violett, bisweilen in der Mitte mit etwas Oliv oder fleischviolettem Rand mit violett-lila gefärbtem Zentrum. Die Varietät kommt in Sümpfen und feuchten Nadelwäldern vor. Die Varietät oder Form wird heute nicht mehr von der Typart Russula fragilis var. fragilis unterschieden. |
| Russula fragilis var. alpestris (Syn.: Russula emetica f. alpestris) | Boud. (1894)                   | Kleiner Täubling, aber nicht vom fragilis-Habitus, sondern mehr gedrungen, mit kurzem Stiel und fester Konsistenz. Die Huthaut ist relativ dunkel blutrot. Die Variante kommt ausschließlich auf alpinen Weiden und Schrofen über 1800–2500 m von Juli bis August vor. |
| Russula fragilis var. alpigenes                                      | Bon (1990)                     | Ähnelt makroskopisch sehr stark Russula laccata, hat aber den typisch fruchtigen Geruch der Fragilis-Gruppe. Fruktiziert in der alpinen Zone oberhalb der Baumgrenze. |
| Russula fragilis var. chionea                                        | Gillet (1876)                  | Eine Form mit ebenfalls weißlichem Hut und deutlich gerieftem Hutrand. |
| Russula fragilis var. fallax                                         | (Schaeff.) Massee (1893)       | Die Hutscheibe ist dunkel oliv-bronzefarben, am Rand blasser. Das Fleisch ist unter der Huthaut lila verfärbt, der Hut ist deutlich gezont und erinnert an R. turci. Die Form kommt in Laubmischwäldern vor. |
| Russula fragilis var. fumosa                                         | Gillet (1876)                  | Eine Form mit völlig grauem, in der Mitte teilweise dunkler gefärbtem Hut. Reumaux stellte die Varietät 1996 als Form zu Russula autumnalis. |
| Russula fragilis var. gilva                                          | Einhell. (1985)                | Varietät mit citringelbem Hut und etwas blasserem Rand. Die weißen Lamellen sind an der Schneide gesägt. Das Fleisch ist scharf und riecht nach Amylacetat. Die Sporen sind netzig. Die Varietät kann leicht mit dem Blassgelben Täubling (R. raoultii) verwechselt werden. |
| Russula fragilis var. rufa                                           | P. Karst. (1889)               | |
| Russula fragilis var. salicina                                       | Melzer (1944)                  | |
| Russula fragilis var. nivea                                          | Gillet(1876)                   | Ähnlich wie die Typart, aber mit mattem, rein weißem Hut. In feuchten krautreichen Bergwäldern. |
| Russula fragilis f. fennica                                          | P. Karst.(1889)                | |
| Russula fragilis f. griseoviolacea                                   | Britzelm. (1896)               | Mit weinrotem oder grauviolettem Hut und gerieftem Rand. Die Lamellen sind ziemlich entfernt stehend und weiß. Das Fleisch ist brüchig und sehr scharf. Unter Nadelbäumen. |
| Russula fragilis f. pseudoraoultii                                   | García Mon. (1995)             | Eine Form, die an den Blassgelben Täubling erinnert und in Spanien unter Steineichen und Zistrosen gefunden wird. |
| Russula fragilis f. viridilutea                                      | Bon (1988)                     | Der Hut ist überwiegend gelblichgrün und 2–4 (5) cm breit. Die Lamellen sind mehr oder weniger gesägt oder gekerbt. Der Geruch und die Guajakreaktion sind wie beim Typ ausgeprägt. |

Darüber hinaus sind zahlreiche weitere Formen und Varietäten beschrieben worden. MycoBank listet insgesamt 23 gültige Taxa.

## Bedeutung
Der Wechselfarbe Täubling ist aufgrund seines sehr scharfen Geschmacks ungenießbar. Er ist zumindest roh genossen, leicht giftig. Wie viele andere scharf schmeckende Täublinge verursacht er Verdauungsprobleme, Durchfall und Erbrechen. Siehe Kirschroter Spei-Täubling.